# Nad vinicami
Nad vinicami este o arie protejată (arie specială de conservare — SAC, sit de importanță comunitară — SCI) din Slovacia întinsă pe o suprafață de 0,48 ha, integral pe uscat.

## Localizare
Centrul sitului Nad vinicami este situat la coordonatele 48°30′23″N 17°25′35″E / 48.506389°N 17.426389°E.

## Înființare
Situl Nad vinicami a fost declarat sit de importanță comunitară în aprilie 2004 pentru a proteja 1 specie de plante. Situl a fost protejat și ca arie specială de conservare în martie 2004.

## Biodiversitate
Situată în ecoregiunea alpină, aria protejată conține 1 habitat natural: Pajiști uscate seminaturale și facies de acoperire cu tufișuri pe substraturi calcaroase (Festuco-Brometalia) (* situri importante pentru orhidee).
La baza desemnării sitului se află o specie protejată de  plante: Himantoglossum jankae.
Pe lângă speciile protejate, pe teritoriul sitului au mai fost identificate 6 specii de plante.